# Кошоєв Темірбек Кудайбергенович
Темірбек Кудайбергенович Кошоєв (1 серпня 1931, село Кічі-Кемін, тепер Кемінського району Чуйської області, Киргизстан — 23 червня 2009, місто Бішкек, Киргизстан) — радянський киргизький державний діяч, голова Президії Верховної Ради Киргизької РСР, 1-й секретар Ошського обласного комітету КП Киргизії, голова Ошського облвиконкому. Член Центральної Ревізійної Комісії КПРС у 1981—1986 роках. Кандидат у члени ЦК КПРС у 1986—1989 роках. Депутат Верховної Ради Киргизької РСР 6—11-го скликань. Депутат Верховної Ради СРСР 10—11-го скликань, заступник голови Президії Верховної Ради СРСР у 1981—1987 роках. 

## Життєпис
У 1950 році закінчив лісову школу в місті Фрунзе Киргизької РСР.
У 1950—1952 роках — лісничий Кемінського лісового господарства Киргизької РСР.
Член КПРС з 1952 року.
У 1952—1957 роках — студент агрономічного факультету Киргизького сільськогосподарського інституту.
У 1957—1960 роках — інструктор ЦК КП Киргизії, 2-й секретар Ошського районного комітету КП Киргизії.
У 1960—1962 роках — голова виконавчого комітету Карасуйської районної ради депутатів трудящих, заступник завідувача сільськогосподарського відділ ЦК КП Киргизії.
У 1962—1963 роках — 1-й секретар Сузацького районного комітету КП Киргизії.
У 1963—1966 роках — 1-й заступник голови виконавчого комітету Ошської обласної ради депутатів трудящих — начальник Ошського обласного управління сільського господарства.
У 1966—1978 роках — голова виконавчого комітету Ошської обласної ради депутатів трудящих.
У 1978—1981 роках — 1-й секретар Ошського обласного комітету КП Киргизії.
14 січня 1981 — 8 серпня 1987 року — голова Президії Верховної Ради Киргизької РСР.
З серпня 1987 року — персональний пенсіонер союзного значення в місті Фрунзе (Бішкеку).
Помер 23 червня 2009 року в місті Бішкеку.

## Нагороди
- орден Жовтневої Революції
- орден Трудового Червоного Прапора
- орден «Знак Пошани»
- медаль «За трудову доблесть»
- орден «Манас» ІІІ ст. (Киргизстан) (1999)
- медалі
- Почесна грамота Президії Верховної Ради Киргизької РСР